# 関隼汰
関 隼汰（せき はやた、1999年8月18日 - ）は、日本の俳優。千葉県出身。ジャパン・ミュージックエンターテインメント（オフィス24）所属。

## 略歴
- 2020年11月、第33回ジュノン・スーパーボーイ・コンテストにて「フォトジェニック」賞を受賞する[1][3]。
- 2021年4月1日から芸能事務所・ケイダッシュに所属[4]。同年9月5日から2022年8月28日まで放送された特撮テレビドラマ『仮面ライダーリバイス』にて、オルテカ役で俳優デビューを果たす[1][5]。
- 2022年10月31日にケイダッシュを退所[6]、2023年1月1日からジャパン・ミュージックエンターテインメントに所属する[7]。

## 人物
- 趣味はランニング、筋トレ、ゴルフ、ドラム[2]。
- 特技は野球(18年間)、陸上競技（中・長距離）、空手(4年間)[2]。
- 野球は3歳から18年間続けていたが、自分が思うようにプレーできなかったり、体格差もあったりする中で一番を目指せるものを考えた際にジュノンがあり、芸能界へ進むことを決心した[8]。
- 名前の由来は一文字隼人で、兄が仮面ライダーのファンで、仮面ライダー1号が好きであったため、「関2号」がいいと言ったが、母親から「一文字隼人という名前だから隼人にする」と言われたことで、少し名前を変えて「隼汰」になったという[9]。
- 仮面ライダーシリーズでは『仮面ライダー龍騎』の仮面ライダーナイトが好きであったというが、シャドームーンや『龍騎』の仮面ライダー王蛇などの悪役も好きな立ち位置であったという[1]。

## 出演
※太字は主演。

### テレビドラマ
- 仮面ライダーシリーズ（テレビ朝日）
  - 仮面ライダーセイバー 増刊号（2021年8月29日） - オルテカ（声） 役
  - 仮面ライダーリバイス 第1話 - 第28話・第45話・最終話（2021年9月5日 - 2022年3月27日・7月24日・8月28日） - オルテカ / 仮面ライダーデモンズ 役[5]
- それでも愛を誓いますか? 第3話・第4話（2021年10月16日・23日、ABCテレビ・テレビ朝日） - 佐々木太陽 役[8]
- 日本テレビ開局70年スペシャルドラマ「テレビ報道記者〜ニュースをつないだ女たち〜」（2024年3月5日、日本テレビ） - 根本創 役[10]

### 配信ドラマ
- 仮面ライダーシリーズ
  - 仮面ライダーリバイス The Mystery（2022年1月30日 - 2月27日、TELASA） - オルテカ 役
  - 仮面ライダージュウガVS仮面ライダーオルテカ（2023年4月30日・5月7日、東映特撮ファンクラブ） - 主演・オルテカ / 仮面ライダーオルテカ 役（※濱尾ノリタカとW主演）

### 映画
- 仮面ライダーシリーズ（東映）
  - 劇場版 仮面ライダーリバイス（2021年7月22日） - オルテカ（声） 役[11]
  - 仮面ライダー ビヨンド・ジェネレーションズ（2021年12月17日） - オルテカ 役[12]
  - 劇場版 仮面ライダーリバイス バトルファミリア（2022年7月22日） - オルテカ 役

### オリジナルビデオ
- リバイスForward 仮面ライダーライブ&エビル&デモンズ（2023年5月10日、東映ビデオ）[13]

### 舞台
- 新感覚恋愛×マーダーミステリー劇『Love Letter for You』（2022年11月17日 - 19日、新宿村LIVE） - 山田凛 役
- 舞台「ぼくはずっと前からあたらしい」（2022年12月23日 - 25日、R’sアートコート） - 小林りょう 役
- つかこうへい復活祭2023「新・幕末純情伝」（2023年1月28日 - 2月12日、紀伊國屋ホール / 2月17日 - 19日、AiiA 2.5 Theater Kobe）- 桂小五郎 役
- 朗読劇「美男ペコパンと悪魔」（2023年3月11日・13日、DDD AOYAMA CROSS THEATER） - 老人 / エリランギュス 役 他
  - 朗読劇「美男ペコパンと悪魔」再演（2023年5月30日、R'sアートコート）
- 舞台「炎炎ノ消防隊」-五つ目の柱-（2023年3月24日 - 4月2日、メルパルク大阪 ホール 他） - カリム・フラム 役[14]
- ネオ・シェイクスピアシリーズvol.1『ハムレット』（2023年7月13日 - 17日、R'sアートコート）- レアティーズ 役
- 朗讀劇『極楽牢屋敷』（木下半太版四谷怪談）（2023年8月13日、19日、サンシャイン劇場）
- ミュージカル「コードギアス 反逆のルルーシュ 正道に准ずる騎士」（2023年9月16日 - 10月1日、京都劇場 他） - クロヴィス・ラ・ブリタニア 役[15]
- 舞台「最果てリストランテ」（2023年10月8日、R'sアートコート） - 日替わりゲスト ヤマト 役
  - 舞台「最果てリストランテ」再演（2024年2月21日 - 25日、新宿村LIVE） - 神村創太 役[16]
- 舞台・破天荒フェニックス〜2023（2023年12月6日 - 11日、こくみん共済 coop ホール/スペース・ゼロ）- 駿河宏輝 役[17]
- 明日は捲る2024（2024年5月15日 - 19日、シアターサンモール） - 井口辰徳 役
- ダルマ2024（2024年7月3日 - 7日、こくみん共済 coop ホール/スペース・ゼロ）- 堤 役
- 風を切れ2024（2024年7月25日 - 28日、東京芸術劇場 シアターウエスト）- 主演・葵翔 役[18]
- 「戦隊大失格」ザ・ショー（2024年9月11日 - 16日、シアターGロッソ） - 朱鷲田隼 役[19]
- ぶっ壊したい世界（2024年10月2日 - 6日、俳優座劇場）
- ミサイルマン（2024年10月30日 - 11月4日、シアターサンモール）
- 朗読活劇 信長を殺した男 2024（2024年12月5日 - 8日、博品館劇場） - 豊臣秀吉 役 他[20]
- 絵本朗読LIVE「ビロードのうさぎ〜ペールトーン〜」（2025年7月10日・18日・19日〈予定〉、CBGKシブゲキ!!）[21][22]
- コメディホラー×朗読歌劇『元彼女夜想曲』（2025年8月24日〈予定〉、草月ホール）[23]
- 舞台「ブルーロック -EPISODE 凪-」（2025年11月20日 - 30日〈予定〉、東京ドームシティ シアターGロッソ）  - 日不見愛基 役[24]

### ウェブアニメ
- ゆだって最高！リバイスアニメ 湯けむりパラダイス A GO!GO!（2022年6月26日 - 2023年7月30日、東映特撮ファンクラブ） - オルテカ、息子（第2話）、マフィアA・B（第3話） 役

### イベント
- 50×45感謝祭 Anniversary LIVE & SHOW（2022年2月26日）
- 仮面ライダーリバイス ファイナルステージ（2022年10月16日）

### 玩具
- 仮面ライダーシリーズ
  - 仮面ライダーリバイス DXデッドマンズバイスタンプセット（2022年3月） - オルテカ 役
  - 仮面ライダーリバイス DXギフスタンプ（2023年2月） - オルテカ 役
  - 仮面ライダーリバイス DXバイスタンプセレクション グラシアスセット（2023年10月） - オルテカ 役

## ディスコグラフィ

### キャラクターソング
| 発売日        | 商品名 | 歌                | 楽曲              | 備考                                                                         |
| ------------- | --- | ----------------- | ----------------- | ---------------------------------------------------------------------------- |
| 2023年5月10日 | 『リバイスForward 仮面ライダーライブ&エビル&デモンズ DXジャイアントスパイダー&メガバットバイスタンプセット版』付属 主題歌CD | #ナイスファミリバ | 「Love yourself」 | オリジナルビデオ『リバイスForward 仮面ライダーライブ&エビル&デモンズ』主題歌 |

### ユニットメンバー
1. ↑  前田拳太郎、日向亘、井本彩花、濱尾ノリタカ、浅倉唯、関隼汰、八条院蔵人、小松準弥